# Pycnogonum repentinum
Pycnogonum repentinum is een zeespin uit de familie Pycnogonidae. De soort behoort tot het geslacht Pycnogonum. Pycnogonum repentinum werd in 2003 voor het eerst wetenschappelijk beschreven door Turpaeva. 